# Sinoptik
SINOPTIK (чит. як синоптик) — український рок-гурт, що грає в стилях психоделічний рок, стоунер-рок, альтернативний рок, створений 2012 року в місті Донецьку. Мають 4 студійні альбоми, з 2014 року виконують пісні суто англійською мовою. У 2016 отримали титул Найкращий новий рок-гурт світу, здобувши перемогу на Global Battle Of The Bands. Цього ж року гурт виступив на розігріві Океану Ельзи і Мериліна Менсона.

## Історія
Назву гурту взято від прізвиська його лідера і засновника Дмитра Афанасьєва-Гладких. В інтерв'ю 2015 року він так прокоментував назву:
|                | Хтось запропонував назвати групу моїм прізвиськом — SINOPTIK. Заперечень не було. Це в жодному разі не означає, що SINOPTIK — мій сольний проєкт. Ми — повноцінний гурт, просто ідея її заснування спочатку належить мені. Та й саме слово «синоптик» вдало натякає на те, що ми завжди знаємо першими, що буде далі з рок-н-ролом!Оригінальний текст (рос.) Кто-то предложил назвать группу моим прозвищем — SINOPTIK. Возражений не последовало. Это ни в коем случае не означает, что SINOPTIK — мой сольный проєкт. Мы — полноценная группа, просто идея её основания изначально принадлежит мне. Да и само слово «синоптик» удачно намекает на то, что мы всегда знаем первыми, что будет дальше с рок-н-роллом! |
| — Дмитро А.-Г. | |

До первинного складу входили: Дмитро Афанасьєв-Гладких, Борис Кукушкін (барабани) і Сергій Афанасьєв (бас-гітара). У перші місяці виконувалося багато матеріалу попереднього колективу Дмитра Афанасьєва-Гладких — групи H.E.T.
Влітку 2011 року гурт дає перші публічні виступи і виграє місцевий конкурс Liverpool Stage of Glory, а місце бас-гітариста займає Дмитро Сакір. 2012 року виступає на найбільшому на той час українському фестивалі The Best City.UA разом з такими гуртами як Jinjer, O.Torvald, Бумбокс, Guano Apes, Evanescence та ін., Fan-Zone EURO 2012 і робить кілька турів по країні.
У 2013 році продовжують активну гастрольну діяльність, знову виступаючи на The Best City.UA і новому фестивалі Woodstock Ukraine. Паралельно записують свій перший російськомовний студійний альбом на власній студії. Диск з однойменною назвою «SINOPTIK» побачив світ у січні 2014-го, а трохи пізніше музиканти випускають кліп на пісню «С кем плыть». Пісня стала популярною, хоча і не передавала загального настрою платівки.
Після виходу альбому Борис Кукушкін йде з групи і його місце займає В'ячеслав Лось. У цей момент гурт повністю змінює стилістику своєї музики: починається використання синтезаторів, мова пісень змінюється на англійську. Навесні 2014 група дає свій перший столичний концерт на фестивалі ГогольFest, після чого вирушає в тур Україною.
Наприкінці 2014 року виходить другий альбом гурту — «16/58». На підтримку релізу SINOPTIK проводять другий всеукраїнський тур, група все частіше з'являється на телебаченні, радіо та в інших ЗМІ. 2015 року музиканти переїхали до Києва після того, як в їхню студію влучив снаряд.
Влітку 2015 року SINOPTIK бере участь в найбільших українських фестивалях: Atlas Weekend, Respublica, ГогольFest, Kyiv Open Air, Z-Games, Схід-Рок.

### Interplanet Overdrive і GBOB

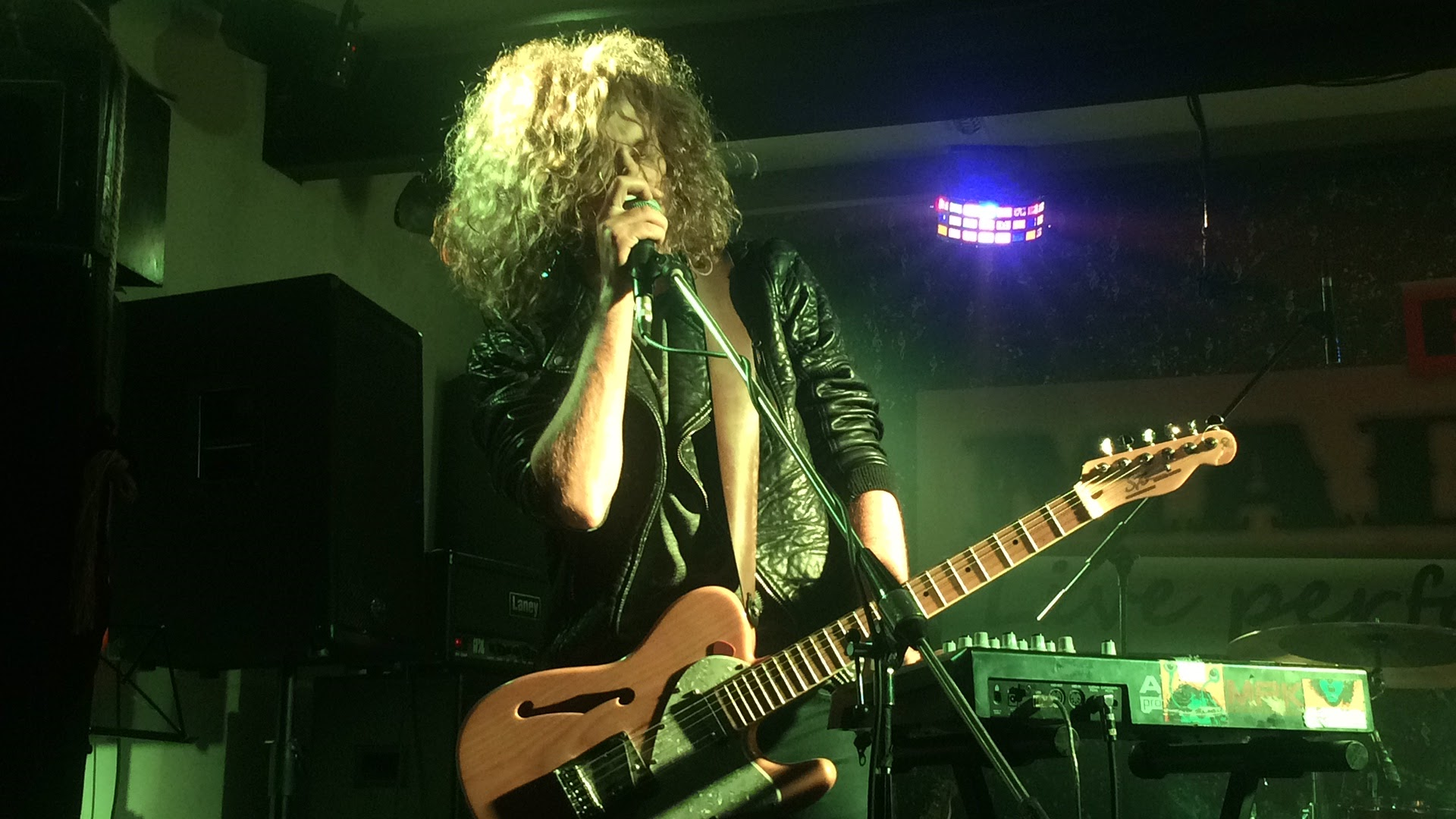
Дмитро «Синоптик» під час виступу (Кривий Ріг, березень 2017)

У вересні 2015 музиканти починають запис нового альбому, який отримав назву «Interplanet Overdrive». Першим синглом стала композиція «White Cats», на яку був знятий кліп, натхненний артхаус-кінематографом і фільмом «Шестиструнний Самурай». У сюжеті — самурайські поєдинки і палаючі музичні інструменти.
5 квітня 2016 відбувся реліз третього за рахунком альбому групи «Interplanet Overdrive», назва якого є відсиланням до пісні Pink Floyd — Interstellar Overdrive.
На початку 2016 року гурт виступив на найбільшому з неформатних фестивалів України Wintermass III і зробив успішний європейський тур, після якого SINOPTIK стали частіше запрошувати виступати за кордон.
Наприкінці березня SINOPTIK виграють національний український фінал міжнародного конкурсу The Global Battle Of the Bands і вирушають представляти Україну на міжнародному суперфіналі. Він відбувся в Берліні 26 травня. SINOPTIK посіли перше місце й отримали звання «Найкращого нового гурту світу». Це перша перемога українського гурту в цьому конкурсі, хоча Україна бере участь з 2004 року. Як нагороду, організатори запропонували хлопцям запис на студії, знімання кліпу, чи допомогу в організації гастролей і вони обрали останнє. Того ж року виступали на фестивалях ARTmania Bucharest Blast, Hedonism, Zaxidfest, Файне місто.
18 червня SINOPTIK стають запрошеними гостями на концерті українського гурту Океан Ельзи в рамках всесвітнього туру на НСК «Олімпійський» в Києві. За офіційними підрахунками стадіон зібрав понад 90 тис. глядачів.
25 серпня 2016 виходить пісня «Into Electric Age». Пісня записана спеціально для проєкту Radio ROKS «Рок-відродження». Слова натхненні віршем Миколи Хвильового — українського поета, прозаїка, публіциста, одного з основоположників пореволюційної української літератури.
У вересні 2016 гурт продовжує свій європейський тур на підтримку альбому «Interplanet Overdrive», охопивши міста Чехії, Болгарії, Австрії, Румунії, Словаччини та Греції. Щоденники турів учасники гурту публікували на сайті LiRoom.
За свій культурний внесок у 2016 році Дмитро «Синоптик» потрапив до списку «ТОП-100 людей культури» газети «Новое Время».

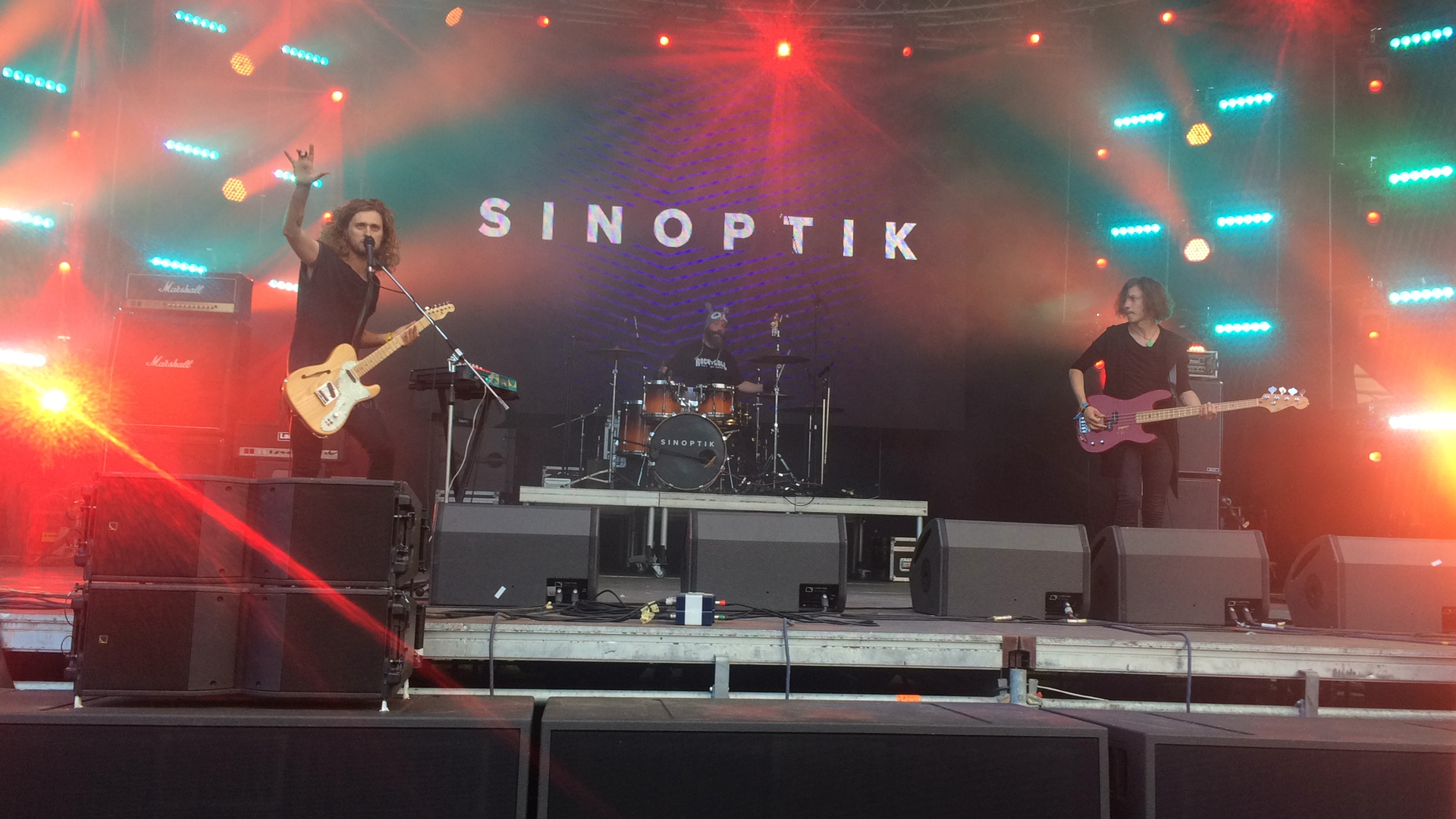
Виступ на Atlas Weekend 2017

Наприкінці лютого гурт повідомив, що всі копії другого перевидання альбому 16/58, тиражем в 1000 шт., було розпродано. У березні 2017 виходить спільний сингл з гуртом Гапочка, під назвою «Друг», який увійшов до міні-альбому «В крайнощі». Aby Sho Mzk видали альбом Interplanet Overdrive на вінілі.
На початку літа 2017 гурт покинув В'ячеслав Лось, а на виступах з'явився новий барабанщик — Віктор Герчев, якого в липні офіційно представили спільноті.
В серпні 2017 SINOPTIK почали співпрацю з українським лейблом Moon Records, під яким було поширено їх музику в стрімінгові сервіси.
У 2017 грали на таких фестивалях: MotoOpenFest, Atlas Weekend 2017, Zaxidfest.

### Fields On Fire
4 вересня у новому складі гурт випускає перший сингл «Standalone Syndrome» і заявляє про роботу над новим альбомом. Зарубіжні видання хвалебно оцінюють пісню, класифікуючи її як хард-рок. У січні 2018 пісня потрапила до різноманітних чартів 365 Radio, а першого тижня лютого — досягла першої позиції в Indie 365 Radio Top 30.
8 січня 2018 було опубліковано концертний відеозапис пісні «She Cuts Off», який вони грали на розігріві у Мериліна Менсона 2 серпня 2017, але ця пісня не увійде до нового альбому, бо за словами гурту «відрізняється від усього матеріалу майбутнього релізу».
В підтримку альбому, хлопці оголосили Fields On Fire Tour, в рамках якого в березні відіграли концерти в Румунії, Чехії, Польщі, Словаччині та дадуть концерти в Україні в квітні.
Альбом «Fields On Fire» вийшов 10 квітня 2018 року. Влітку гурт покинув Віктор Герчев, на заміну якого літні концерти відіграв Руслан Бабаєв. У вересні гурт офіційно представив його спільноті.

## Склад гурту

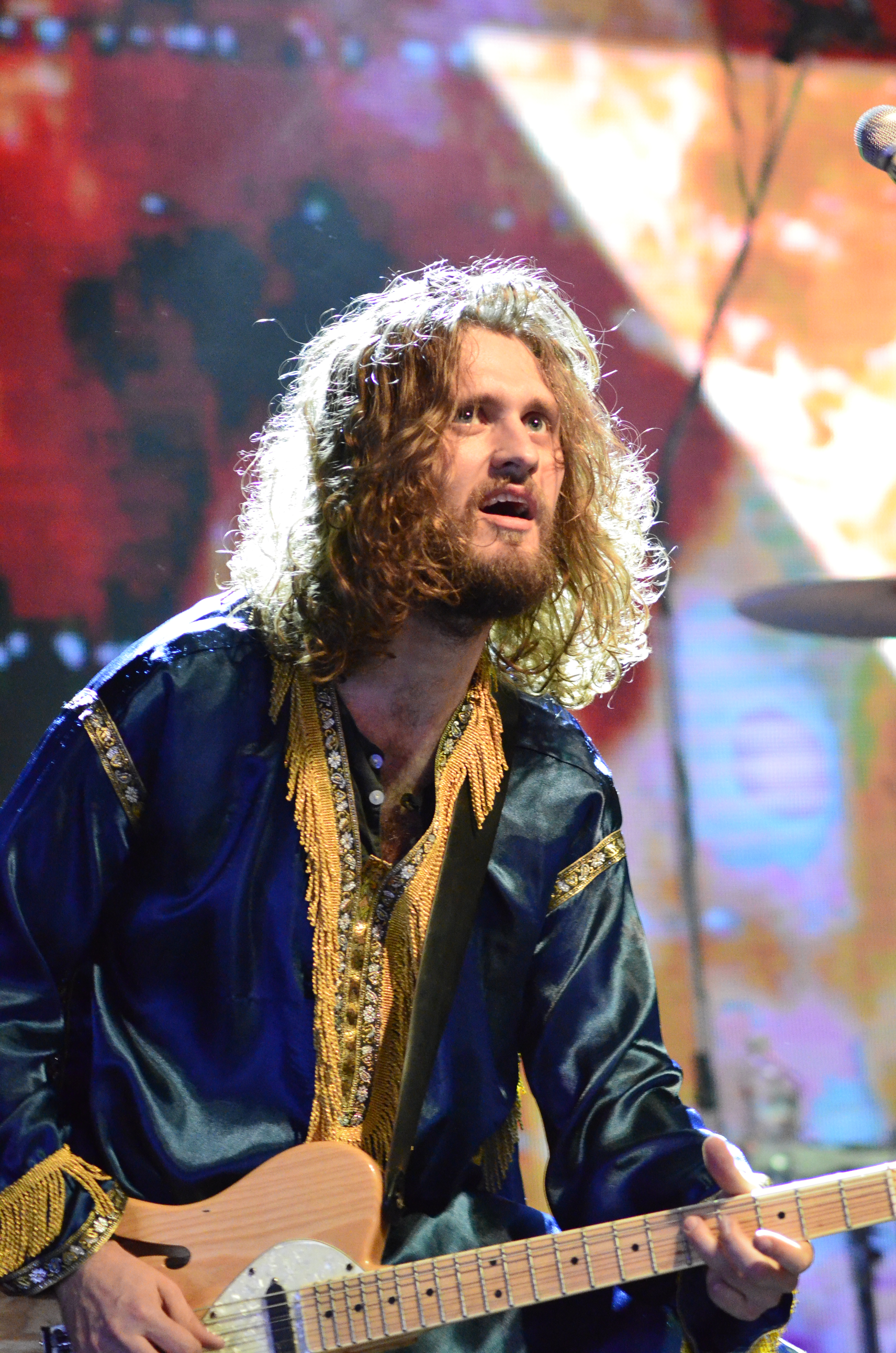
Дмитро «Синоптик»
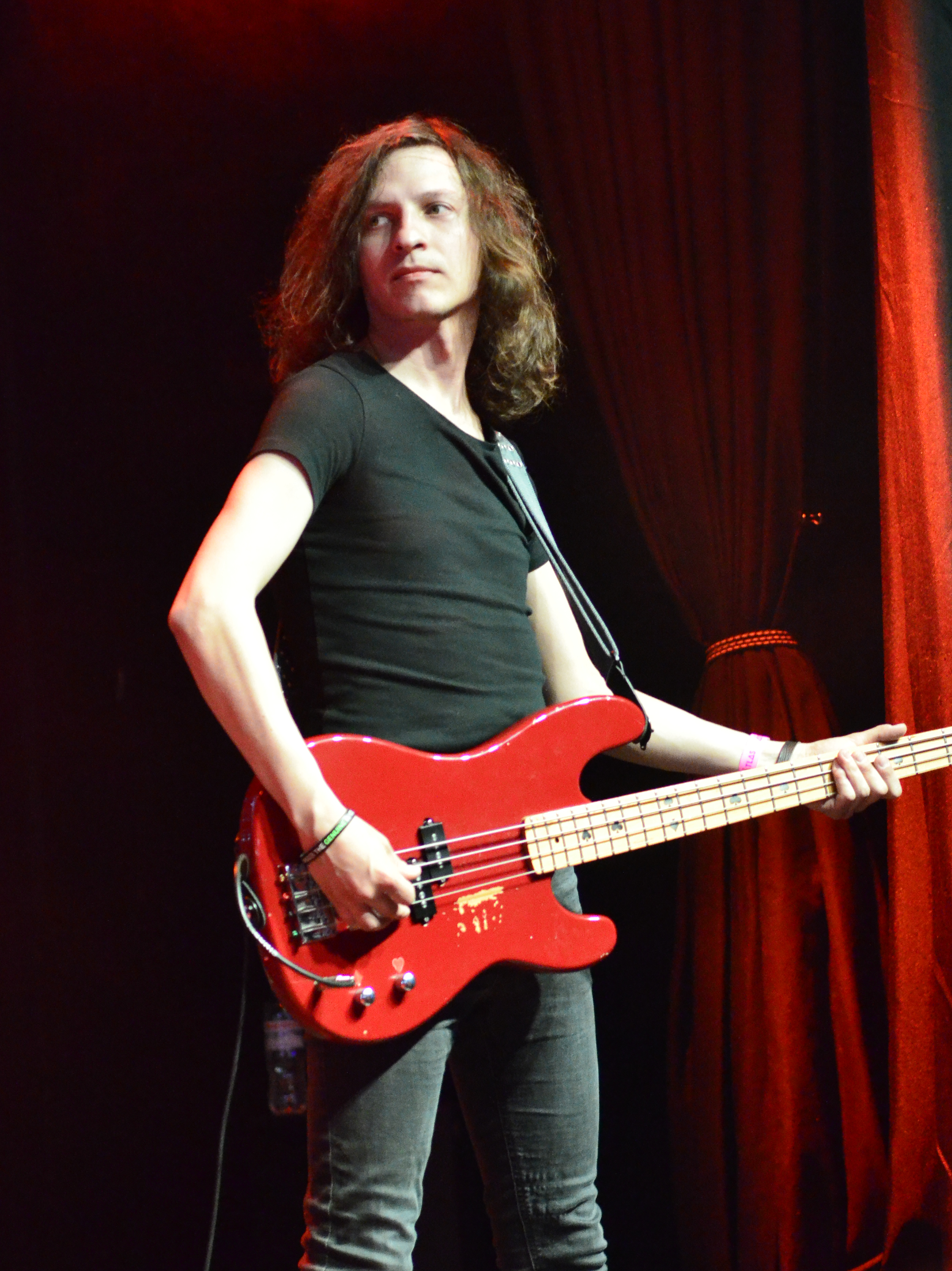
Дмитро Сакір

### Теперішні учасники
- Дмитро «Синоптик» Афанасьєв-Гладких — гітара, клавіші, вокал.
- Дмитро Сакір — бас-гітара
- Тимофій Кулик — барабани

### Колишні учасники
- Віктор Герчев — барабани (2017—2018)
- В'ячеслав Лось — барабани (2014—2017)
- Борис Кукушкін — барабани (2011—2014)
- Сергій Афанасьєв — бас-гітара (2011)
- Олександр Савін — бас-гітара (2020—2022)
- Руслан Бабаєв — барабани (2018—2022)

## Дискографія

#### Альбоми
- 2013 — «Sinoptik»
- 2014 — «16/58»
- 2016 — «Interplanet Overdrive»
- 2018 — «Fields On Fire»
- 2021 — «The Calling»[34]

EP
- 2019 — «From Nothing To Forever»

### Сингли
- 2015 — «White Cats»
- 2016 — «Into Electric Age»
- 2017 — «Standalone Syndrome»
- 2020 — «Black Soul Man»
- 2021 — «Apple Tree»
- 2021 — «Sell God's Number»

## Відеографія
| Рік  | Назва                                                                | Альбом                  |
| ---- | -------------------------------------------------------------------- | ----------------------- |
| 2014 | «С Кем Плыть?» [Архівовано 9 січня 2020 у Wayback Machine.]          | Sinoptik                |
| 2014 | «The Serpentine» (Tame Impala cover)                                 | 16/58                   |
| 2014 | «Bone House» (Dead Weather cover)                                    | 16/58                   |
| 2015 | «White Cats» [Архівовано 29 травня 2016 у Wayback Machine.]          | Interplanet Overdrive   |
| 2015 | «Hail»                                                               | Interplanet Overdrive   |
| 2016 | «Mother Song» [Архівовано 25 червня 2017 у Wayback Machine.]         | Interplanet Overdrive   |
| 2017 | «Standalone Syndrome» [Архівовано 5 вересня 2017 у Wayback Machine.] | —                       |
| 2018 | «Fields On Fire» [Архівовано 15 січня 2020 у Wayback Machine.]       | Fields On Fire          |
| 2019 | «Donbass»                                                            | From Nothing To Forever |
| 2020 | «Black Soul Man»                                                     |                         |
| 2021 | «Apple Tree»                                                         |                         |
| 2021 | «Sell God's Number»                                                  |                         |